# معزي البرهاني
معزي البرهاني هو شاعر فارسي من القرن السادس الهجري.
هو أبو عبد الله محمد بن عبد الملك البرهاني السمرقندي، وقيل النيشابوري، وقيل النسائي، الملقب بملك الشعراء، أو أمير الشعراء، المشتهر بمعزي.
قضى حياته في هراة ونيسابور واصفهان و عاصر بعضاً من ملوك السلاجقة كالسلطان ملك شاه و السلطان سنجر السلجوقيين، وحظي لديهما.
توفي في مرو بين سنتي 518 و521 هـ، وقيل سنة 545 هـ، وقيل سنة 542 هـ على أثر اصابته بسهم طائش انطلق من الملك سنجر السلجوقي خطأ.